# Zamia acuminata
Zamia acuminata Oerst.ex Dyer è una pianta appartenente alla famiglia delle Zamiaceae, diffusa in America Centrale.
Il suo epiteto specifico significa "acuminata", per via delle lunghe foglie acuminate.

## Descrizione
Queste piante hanno un fusto sotterraneo, che raggiunge raramente i 30 cm di altezza e i 5 cm di diametro e la sua particolarità è che è una pianta molto piccola, in genere con 1-5 foglie.
Le foglie, lunghe 60–85 cm, sono composte da 10-14 paia di foglioline lanceolate, molto lunghe e acuminate all'apice lunghe massimo 20–30 cm e larghe 1–3 cm.
È una specie dioica con esemplari femminili che presentano 1-2 coni di forma cilindrica, lunghi 14–16 cm e larghi 4–5 cm, di colore bruno, ed esemplari maschili con 1-5 coni fusiformi, lunghi 5-12,5 cm e larghi 1,5-2,2 cm.
I semi hanno una forma ovoidale e sono ricoperti da un tegumento di colore rosso.

## Distribuzione e habitat
L'areale di questa pianta comprende Costa Rica, Nicaragua e Panama.

Cresce di solito su territori di sottobosco, ma si trovano bene anche in situazione di scarsa elevazione.

## Conservazione
La IUCN Red List classifica Z. acuminata come specie Vulnerabile (Vulnerable). Secondo le stime, in natura esistono 5000 esemplari, di cui 1000 concentrati nella città di El Valle de Antón. È minacciata dalla distruzione dell'habitat .